# Paride Pelli
Paride Pelli (* 4. Juni 1910 in Cava Manara; † 2. April 1968 (während eines Prozesses) in Locarno; heimatberechtigt in Aranno) war ein Schweizer Rechtsanwalt, Politiker, Stadtpräsident von Lugano und Tessiner Grossrat der Freisinnig-Demokratische Partei.

## Biografie
Paride Pelli ursprünglich aus Aranno stammend, war er der Sohn eines Malcantones, Francesco, eines Ofenarbeiters, Unternehmers und Besitzers einer Tongrube für laterizi. Seine Mutter, Enrichetta Repossi, stammte aus Gropello Cairoli, einer Ortschaft in der Nähe von Cava Manara. Nach dem Besuch des Gymnasium und des Lyzeum in Pavia schloss er 1933 sein Studium der Rechtswissenschaften an der örtlichen Universität ab. Danach kehrte er in den Kanton Tessin zurück, wo er seine berufliche und politische Karriere begann. Von 1937 bis 1942 war er Staatsanwalt des Sopraceneri und zeichnete sich durch seine rhetorischen Fähigkeiten aus, die von einer tiefgründigen humanistischen Kultur getragen wurden. Im Jahr 1945 heiratete er Laura de Agostini.
Er war der Protagonist der wichtigsten Strafprozesse der 50er und 60er des 20. Jahrhunderts im Kanton Tessin, wo er von der Verteidigerbank aus zugunsten derjenigen plädierte, die sich auf ihn verliessen. In der Politik wurde er dank seiner Popularität ab Dezember 1947 in den Stadtrat der Stadt Lugano gewählt und wurde 1948 nach einer glänzenden Wahl zum Gemeindepräsident ernannt. Er gehörte zu den Anhängern jener Strömung der radikalliberalen Partei, aus der 1934 die liberaldemokratische Partei des Tessins entstand und zu einer absoluten Mehrheit im Rathaus führte und das konservativ-sozialistische Pateracchio besiegte. Nach seiner sechsten Amtszeit, in der er immer wieder an die Spitze seiner Stadt gewählt wurde, starb er plötzlich am 2. April 1968 im Alter von nur 58 Jahren in Locarno während eines Plädoyers in einem der ersten Umweltverschmutzungsprozesse im Tessin. Er war auch eine führende Persönlichkeit als Abgeordneter im Tessiner Grossrat, wo er von 1951 bis 1968 ununterbrochen vertreten war. Ab dem Gründungsjahr 1957 war er auch im Verwaltungsrat der Banca del Gottardo.
Sein Sohn Erasmo Pelli, der beruflich und politisch in die Fussstapfen seines Vaters trat, war in den 1980er Jahren Abgeordneter im Grosser Rat (Tessin) und seit 1992 Stadtrat in Lugano (seit 1996 Vizegemeindepräsident für die Schweizer Die Liberalen Partei).